# 十指金眼鲷
十指金眼鲷（学名：Beryx decadactylus）为金眼鲷科金眼鲷属的鱼类。分布于除东太平洋之外的世界各地热带和温带海域，包括台湾东北部，属于深海鱼。
十指金眼鲷体长1米左右，最重的记录食2.5公斤。眼睛很大，身体结实，血红色鳍，银红色身，腹部浅黄色。色泽是和很多其它深海动物一样，以为红色光波被水吸收，红色的动物没有光波反射，变成黑色。 
此鲷和同属的其它种类都是商业性食用鱼。

## 扩展阅读
- 維基物種上的相關：十指金眼鲷